# Phygadeuon tenellus
Phygadeuon tenellus är en stekelart som först beskrevs av Heinrich Habermehl 1920.
Phygadeuon tenellus ingår i släktet Phygadeuon och familjen brokparasitsteklar. Inga underarter finns listade i Catalogue of Life.